# Бої за район шахти «Бутівка»
Бої за район шахти «Бутівка» — бойові дії в районі між Донецьком і Авдіївкою під час російсько-української війни між ЗС України і російсько-сепаратистськими підрозділами т. зв. «ДНР». Особливо активно відбувались наприкінці січня 2015 р.
Умовний район шахти «Бутівка» знаходиться між південною межею м. Авдіївка, визволеної ЗСУ від російських сепаратистів 28 липня 2014 р. і північними передмістями окупованого м. Донецьк — с. Спартак і Донецьким аеропортом і включає в себе окрім полів транспортні і деякі промислові споруди, зокрема, комплекс споруд навколо вентиляційного стовбуру шахти «Бутівка-Донецька» (сама шахта знаходиться південніше, на території м. Донецьк), комплекс споруд в/ч А1428 (156-й зенітно-ракетний полк ППО ЗСУ), мости, залізничні і шосейні шляхи. За 2 км на північний схід знаходиться Авдіївська промзона («Промка») і Ясинуватська розв'язка, на заході розташоване с. Опитне, а ще за 3 км — с. Водяне. Сам зазначений район займає ділянку приблизно 2х3 км і є важливим як для української сторони, так і для окупантів, адже поблизу нього розташовані кілька важливих транспортних розв'язок, Донецький аеропорт і сам він — вигідний плацдарм на північ від Донецька.
Вентиляційний стовбур шахти «Бутівка» знаходиться за 1,5 км на південь від межі м. Авдіївка на північній околиці с. Спартак, яке, в свою чергу, впритул межує з півночі з м. Донецьк і є фактично його передмістям. За 3,8 км на південний захід від шахти розташований зруйнований Донецький аеропорт, а за 1,3 км на південний схід проходить стратегічна для постачання ворога ділянка траси Луганськ-Горлівка-Донецьк. За 1 км на схід від стовбуру «Бутівки» знаходився опорний пункт (далі — ОП) ЗСУ «Зеніт» (або «Катер») — споруди в/ч А1428, а за 500 м на північ — ОП на «Вовчому мосту», а за 500 м на схід від останнього — ворожий ОП «Алмаз-2» (з січня 2017 — ОП ЗСУ «Орел»).

## Хід бойових дій

### Бої у 2014
13 березня 2014 року 1-й дивізіон 156 зенітно-ракетного полку (в/ч А1428) висунувся з військового містечка під Авдіївкою в бік Криму, на території в/ч залишилась тільки несправна техніка і черговий особовий склад.
Починаючи з середини квітня і до середини червня 2014 під частиною з'являлися активісти так званої «самооборони» з пропозиціями «перейти на бік народу» тощо.
Українські військовослужбовці змушені були вдаватися до стрілянини в повітря, розгону і прибирання барикад. При цьому територія військового містечка, пізніше названого позицією «Зеніт», активно використовувалася для базування бійців 3-го полку спецназу — тут відбувалося накопичення сил, відпочинок.
Вранці 21 червня 2014, наступного дня після проголошеного Петром Порошенком припинення вогню, військове містечко, де базувалися дві українські військові частини — зенітників і радіолокаторщиків, було піддане масованому обстрілу з мінометів і великокаліберних кулеметів. В першу чергу, метою стало радіотехнічне обладнання, яке в підсумку було виведено з ладу. В той час, силове захоплення об'єктів ЗСУ почалося по всій території, підконтрольній терористам.
Після захоплення управління ВСП та управління 156 зрп (частина А1402 на вулиці Стратонавтів в Донецьку), в «Зеніт» прибула частина військовослужбовців цих частин. У той же час деякі військовослужбовці в/ч А1428, переважно з місцевих мешканців, зрадили присязі і залишили частину.
На озброєнні гарнізон в/ч на той час мав ЗУ-23-2 (2 одиниці, які були встановлені на 2 «Урали») і гранатомети РПГ-22.
З 10 липня активізувались бойові дії навколо Донецького аеропорту і гарнізон в/ч обстріляв декілька одиниць ворожої техніки, яка рухалась повз їхні позиції, пошкодивши «Газель» з піхотою «ДНР».
Пізно ввечері 18 липня з боку с. Опитне в частину увійшла колона 93-й мехбригади з чотирьох танків і пари БМП-2.
Наступної ночі ОП «Зеніт» накрили російськими «Градами». Завдяки наявності великої кількості бункерів втрат особового складу вдалося уникнути. Однак кілька автомобілів були спалені, в казармі вибуховою хвилею були вибиті вікна. Вранці 20 липня військовослужбовці 93 ОМПБр покинули ОП «Зеніт».
З ранку 21 липня знов активізувались бої навколо аеропорту. Гарнізон ОП «Зеніт» обстріляв дві «Газелі» з сепаратистами, після чого сам зазнав багатогодинного ворожого обстрілу зі стрілецької зброї, мінометів, танка і «Градів» зі східного напрямку, де сепаратисти створювали свою «лінію оборони». Також було здійснено спробу штурму позицій ЗСУ. У загоні з'явилися і перші втрати: загинув 19-річний контрактник з ВСП родом з Макіївки, який прикрив собою прапорщика в окопі під час обстрілу з АГС.
Через місяць майже безперервних обстрілів командування ухвалило рішення передислокувати дивізіон в Золотоношу. Останні військовослужбовці були виведені 30 вересня 2014 року, опорний пункт був переданий зведеному підрозділу повітряних сил «Дика качка».

### Бої у 2015
Запеклі бої за райони між Авдіївкою і Донецьком зав'язалися у зв'язку зі спробами ЗСУ утримати Донецький аеропорт у другій половині січня 2015 року. В боях в районі шахти «Бутівка», ОП «Зеніт» та «Вовчого мосту» у січні 2015 брали участь:
- 1 аемб 95-ї окремої аеромобільної бригади (далі — ОАЕМБр),
- 3-й повітряно-десантний батальйон (далі — ПДБ) 25-ї окремої повітряно-десантної бригади (далі — ОПДБр),
- 93-а окрема мотопіхотна бригада (далі — ОМБр),
- зведений загін з числа військовослужбовців повітряних сил «Дика качка»,
- 1-ї окрема танкова бригада (далі — ОТБр),
- 2-й окремий танковий батальйон (далі — ОТБ) та
- 3-й ОТБ «Звіробій».

12 січня 2015 батальйонна тактична група (далі — БТГр) зі складу 3-го повітряно-десантного батальйону (далі — ПДБ) 25-ї ОПДБр прибула до Красноармійська. В основному кістяк батальйону складали бійці, котрі отримали поранення влітку 2014 року, що після відновлення та реабілітації повернулися в стрій, в зв'язку з нестачею людей. Так в 9-й повітряно-десантній роті (далі — ПДР) замість трьох командирів взводу був лише один — інші два загинули в боях. Незважаючи на це, дана БТГр перебувала на піку своєї боєздатності. В грудні 2015 планувалося також задіяти даний батальйон для ротації в ДАП, де вони повинні були замінити підрозділи 81-ї ОАЕМБр. 
Проте російсько-терористичне командування змінило свої плани і перестало пропускати колони ЗСУ в аеропорт під своїм наглядом. 15 січня батальйон здійснює марш в сторону Авдіївки, де розташовується на території підприємства по виробництву бетонних виробів.
17 січня 2015 на «Зеніт» прибуло 5 корегувальників артилерії з 25 ОПДБр (БТГр даної бригади прибула в зону АТО 15 січня) та 5 операторів ПТРК з 81 ОАЕМБр. Тоді ж, в ніч з 17 на 18 січня почався захід БТГр 95 ОАЕМБр на ОП «Зеніт», де тримали оборону бійці «Дикої качки» та придані бійці з аеромобільної та десантної бригад. Особовий склад 95 ОАЕМБр розташовувався на позиціях та ховав техніку у боксах.
Також 17 січня на ОП «Зеніт» (він же «Катер») прибуває БТР-80 командира батальйону та БТР-80 з розвідувального взводу 1-го батальйону.
В цей же день на Славкурорті формується БТГр зі складу 1 та 2 аемр, адже 3 рота в той час перебувала у відпустці.
18 січня вранці перед десантниками командиром батальйону 95 ОАЕМБр була поставлена задача: оволодіти н.п. Спартак, забезпечити прохід КамАЗів з вибухівкою для підриву Путилівського мосту на околиці Донецька (у випадку невдачі — знищити його танками), закріпитися в селі і очікувати підходу 3 ПДБ 25 ОПДБр.
На посилення з с. Водяне прибули 5 танків 2 ОТБ (ще один вночі було пошкоджено в результаті ворожого обстрілу з «Градів»). Також для даної операції було задіяно зведену РТГр 95 ОАЕМБр у складі 9 БТР-80.
Під прикриттям 120 мм мінометів (4 шт.) та 82 мм мінометів «Васильок» (3 шт.) колона о 8:00 рушила в бій. В самому селі сили противника зі складу батальйону «Восток» налічували посилену піхотну роту (понад 100 бійців). Російсько-терористичні війська також виставили бетонні плити на дорозі.
Десантники опинилися під перехресним вогнем, ведучи бій. В той час два танки пройшли через с. Спартак (ще 2 залишились у селі) і доїхали до Путилівського мосту на околиці Донецька біля аеропорту, де зустріли бронетехніку російсько-терористичних військ (3 танка Т-64БВ та 1 БТР-80), котрі розташувалися під самим мостом і поповнювали боєкомплект. В результаті декількох пострілів танків ЗСУ боєкомплект ворога здетонував і міст був зруйнований. Вся бронетехніка, котра належала БТГр «Сомалі», була знищена. Частина задачі була виконана.
Але при відході назад танкістам довелося вступати в бій. В результаті з 4-х танків, які увірвались у с. Спартак, повернувся лише один, 4 танкіста потрапили у полон.
Паралельно десантники вели бій, бойове зіткнення тривало з 8 ранку до 17 вечора. У бою 15 десантників отримали поранення. Наприкінці дня колона відступила на «Зеніт», де були потім обстріляні. Загинув т.в.о. командира роти та двоє бійців. Ще 14 бійців 95 ОАЕМБр зазнали поранення. Пошкоджено було 2 БТР-80.Таким чином, 18 січня підрозділи ЗСУ не змогли добитися успіху і зайняти Спартак. Українцям вдалося досягти лише частково успіху — зруйнувати міст. 18.01.2015 наше угруповання втратило 3 танки, 1 бійця (офіцера), 29 отримали поранення, 4 потрапили у полон. Втрати противника оцінюються в 3 знищені танки та 1 пошкоджений. Також був знищений ворожий БТР-80. Втрати живої сили оцінити неможливо.
Під вечір 18 січня (орієнтовно о 17-18:00) 8 та 9 ПДР отримують завдання оволодіти позиціями російсько-терористичних військ на «Вовчому мості». Для даної задачі було задіяно 3 БМД-2 з 9 ПДР та 2 БМД-2 з 8 ПДР, але ворог активно відстрілювався і бійці ЗСУ вимушені були відступити.
На ОП «Зеніт» знаходилася також 7 ПДР, перед котрою стояло завдання оволодіти шахтою Бутівка. Для цієї задачі було виділено 5 БМД-2 та 45 бійців з даної роти, 3 БТР-80 з 2 аемр та 1 БТР-80 з розвідувального взводу, разом з 30-35 бійцями та один ГАЗ-66 з Зу-23-2. Дана зведена РТГр виїхала на виконання поставленої задачі в ніч з 18 на 19 січня. Рухаючись по прямій дорозі на шахту, одна з БМД-2 за 150 м від самої шахти зачіпила сигнальну міну, після чого противник привів в дію радіокерований фугас. Десантники 25 ОПДБр розгорнулись у бойовий порядок і почали заходити противнику з флангів. В ході даного маневру на правому фланзі БМД-2 заїхала на залізницю, котра веде до шахти, в якої злетіла гусянка. Екіпаж намагався вивести машину з-під вогню, але їм це не вдалося. Українські бійці замінували БМД-2 та почали відступати до своїх. Міномети російсько-терористичних військ, котрі стояли вище по правому флангу, відкрили вогонь освітлювальними мінами. Під час відступу механік-водій знищеної БМД-2 Ілля Шевченко, знаходячись в десантному відсіку, отримав поранення в голову від кулі 7.62. і помер наступного дня, 20 січня 2015. БТРи 95-ї ОАЕМБр протягом всього бою наносили вогневе ураження противнику і під кінець бою забезпечували евакуацію 7 ПДР. Відступивши на «Катер», командири доповіли про втрати техніки та людей української групи. З 45 бійців 25 ОПДБр, котрі брали участь в даному бою, приблизно 15 отримали різного роду поранення. Практично повністю вибув з боїв сержантський склад, тобто командири відділень та бойових машин.
19 січня 2015 на світанку двома БМД-2 та однією БМД-1 разом з 95 ОАЕМБр (приблизно той самий склад, котрий був декілька годин до першого бою) воїни ЗСУ знов рушили на штурм шахти. БМР-2, рухаючись першою в колоні, отримала влучання з ворожого танка, котрий прибув на шахту в якості підкріплення. БМР-2 витримала попадання і в тумані зманеврувала від ворожого вогню, але підірвалась на міні. В ході бою ще одна БМД-2 була знищена російсько-терористичними гранатометниками і десантники відступили з декількома пораненими.
Зведеній ротно-тактичній групі ЗСУ (далі — РТГр) не вдалося за два рази оволодіти шахтою. Російсько-терористичні сили на шахті оцінювались в 45-60 бійців з батальйону «Восток» та приданим танком і мінометною батареєю, котра працювала на даній ділянці. На позиціях росіяни (саме на даному опорному пункті було багато громадян РФ, включаючи вихідців з Кавказу) мали СПГ-9, ПТРК «Фагот» та ПТРС з гранатометами. З позицій шахти регулярно по «Зеніту» працював снайпер з російською гвинтівкою АСВК.
19 січня 2015 ще одна БМР-2, котра була прикомандирована 95 ОАЕМБр з 701-го інженерного полку, разом з 3 БТР-80 2 аемр та 1 БТР-80 з рв почали новий наступ на шахту. В ході висування БМР-2 проїхала приблизно на метрів 20 більше, ніж інша БМР-2, котра підірвалася 18 січня 2015. БТРи відкрили вогонь, зав'язався бій, після якого українські десантники відступили на «Катер».
20 січня 2015 три БТР-80 95 ОАЕМБр та 1 БМД-2 з 7 ПДР висунулися в сторону шахти і обстрілювали її доти, поки не закінчився боєкомплект. У той же день українські десантники зайшли на позиції противника на «Вовчому мосту», закріпилися там і знищили ворожий КамАЗ.
22 січня вранці вартові на ОП «Зеніт» («Катер») помітили, як повз них по трасі з боку Спартака на Піски по трасі рухалася колона техніки російсько-терористичних військ з танками, БМП у кількості 13 машин і розпочали її обстріл; техніка з першої частини колони, яка вже дійшла майже до с. Піски, розвернулася назад, рушивши на допомогу терористам до ОП «Зеніт». В ході бою, на територію в/ч заїхав ворожий танк (орієнтовно, Т-72Б, котрий ішов третім в 2-й частині колони) та БТР-80 і почали вести вогонь. В силу низки причин бійці ЗСУ на «Зеніті» не могли вивести в бій бронетехніку і билися піхотною зброєю, але зуміли пошкодити ворожий танк і БТР.
Через декілька годин бою, оборонці «Зеніту» і «Вовчого мосту» побачили колону противника у складі 5 «Уралів», 4 з яких везли противотанкові гармати МТ-12 «Рапіра». Колона йшла з боку Спартака тим же маршрутом, що і попередні. По колоні вогонь відкрила БМД-1 8 ПДР і 2-м пострілом знищила «Урал». Через два постріли навідник даної БМД-1 знищив ще один «Урал».
Всього втрати противника при розгромі колон оцінюються в три БТР-80, три БМП-2, дві МТ-ЛБ, 3 МТ-12 «Рапіра», 3 кулемети НСВ, 6 «Уралів» та 1 КрАЗ (дві з трьох БМП та 1 БТР раніше належали ЗСУ, але були втрачені під час літньої кампанії). Один з танків та ще один БТР-80 отримали сильні пошкодження. В результаті бою у полон потрапили приблизно 10 сепаратистів. На даний момент вдалося встановити, що в ході бою загинуло 27 вояків «1 ОМСБр», багато з них померло під час евакуації та в лікарні. З українського боку було втрачено трофейний танк. Загинуло двоє бійців, близько 20 отримали поранення (один з них — головний сержант 13 ОАЕМБ, помер через декілька днів у шпиталі).
Російсько-терористичні сили можна оцінити в два штурмові загони піхотинців, посилені танковим взводом, взводом розвідувальної роти та протитанковою батареєю, загалом приблизно 200 сотень бійців. З українського боку участь в бою приймало не більше 150 бійців, 120 з яких були десантники.
Одночасно відбувалась атака російсько-терористичних військ на ОП на «Вовчому мосту». Зі сторони шахти терористи ще під час бою висунули 2 танки під прикриттям піхоти, котрі доволі швидко наблизилися до позицій десантників на мості і піхота почала закидувати гранатами позиції ЗСУ. На той момент на мості знаходилася БМД-1 8 ПДР, котра вистріляла весь боєкомплект по колоні з «Уралами», та три БМД-2 9 ПДР в однієї з яких не стріляла пушка, в іншої вона це робила через раз і в однієї вже закінчувався БК, котрий також був вистріляний по колоні. На позиції знаходилася і БМД-2 командира 9 ПДР, котра впала в яму і не могла вести бій. Після того, як боєць 9-ї роти Мороз Денис підбив ворожий танк і його було евакуйовано, натиск ворога послабшав.
Українські десантники скористалися спадом атаки противника і почали відступати, погрузивши поранених на одну БМД-2, що попрямувала в сторону Авдіївки. Ще на одній БМД-2 виїхало декілька бійців, деякі відступали пішки. Перед відступом командир 9-ї роти по рації наказав всім відступати, але з незрозумілих причин, бійці на лівому фланзі цього не зробили. Підрозділи російсько-терористичних військ захопили окопи. В тому бою, на мосту, 8-ма та 9-та роти втратили 10 бійців загиблими. Терористам дісталося дві БМД-2 та одна БМД-1 в якості трофейних. Варто відзначити бійців 20 ОМПБ, котрі займали позиції в Авдіївці біля багатоповерхівки. Знявши з поста БМП-1, вони активно допомагали вивозити поранених десантників.
В період з 22 по 25 січня українські війська від 3 до 4 БТР-80 по 5-6 разів на день обстрілювали шахту «Бутівка», випускаючи кожного разу цілий БК. Для штурму шахти Бутівка 26 січня було виділено 6 БТР-80 3 аемр, БТР командира батальйону, БТР розвідувального взводу та приблизно 2 БТР-80 з 2 аемр. Операція здійснювалася під прикриттям одного Т-64БМ з 1 ОТБр та одного Т-64БВК з 3 ОТБ. Під час бою біля БТР-80 з рв впали 4 82-мм міни і 5 розвідників загинуло. Декілька, включаючи командира взводу, отримали поранення. Танки зробили приблизно по 13-15 пострілів після чого приїхав КамАЗ з БК і танкісти почали загружати боєприпаси. В КамАЗ прилетіла міна від чого той вибухнув і вогонь перекинувся на командирський БТР-80, який змогли загасити. Шахта нарешті перейшла під український контроль. Частина сепаратистів відступила полем, частина шахтою. 9 бойовиків потрапили у полон. Українцям вдалося захопити деяку трофейну зброю. 
Одночасно проводилася українська атака на «Вовчий міст». Було виділено 1 БМД-2 з 9 ПДР, АГС-17 та ДШК в якості прикриття, котрі вели вогонь на відстані по мосту. В операції брали участь 3 БМД-2 9 ПДР, приданий танк з 3 ОТБ, декілька БМД з 7 ПДР та рдв на БТР-Д. Під щільним вогнем десантникам вдалося дістатися мосту та вибити звідти противника. Зайнявши міст бійці відбили 3 втрачені машини, які раніше загрузли у болоті, котрі знаходилися під вогневим контролем 25-ї бригади. Зайнявши дану позицію десантники встановили на ній СПГ-9, ПТРК «Фагот», АГС-17. На даній ділянці фронту активні бойові дії не вщухали до кінця лютого.
3 лютого 2015 ворожі танки та 1 артилерійська батарея «Кальміусу» (бригади сепаратистів) вели обстріл ОП «Зеніт». Противник використовував танкові каруселі для обстрілу позицій. В результаті згорів БТР-80, медичний БММ-70, а також декілька одиниць автомобільної техніки.
4 лютого українські артилеристи накрили позиції ворожої батареї в результаті чого 4 САУ 2С1 противника було знищено.
7 лютого був підбитий Т-64БВК 3-го ОТБ, котрий брав участь у штурмі Бутівки. Механік-водій загинув того ж дня, а командир та навідник через день.
10 лютого перед 13 ОАЕМБ було поставлено завдання оволодіти цементним заводом, а перед 3-ю ротою 1 батальйону, що була найбоєздатнішою, – зайти у Спартак. З цією метою на правому фланзі, де діяв 13-й батальйон, було виділено БМР-2, 5 КрАЗ «Спартан» з 3 аемр, 1 БТР-80, 1 Т-64БМ з 1 ОТБр та один Т-64БВ з 3 ОТБ. 3 рота, наступаючи з Бутівки, мала 8 БТР-80. БМР-2, рухаючись першою в колоні, загрузла в багнюці. Т-64БВ намагався витягнути інженерну машину, але сам загруз. Ще один танк поїхав виручати колег і також там загруз. Почався обстріл і зав'язався бій. Це було на відстані 150 метрів від позицій противника. В результаті бою 4 бійців 13-го ОАЕМБ 95-ї ОАЕМБр загинули. Бронетехніка була покинута на деякий час, але в подальшому евакуйована. Через погодні умови, котрі вплинули на штурм цементного заводу, 3 аемр не висувалась на штурм селища Спартак.
Внаслідок укладення Других Мінських домовленостей 12 лютого 2015 р. активні бойові дії на Донбасі значною мірою послабились.
13 квітня 2015 під час одного з обстрілів терористами українських позицій (опорний пункт «Зеніт») поблизу Авдіївки уламок снаряду 120-мм міни влучив у ящики з набоями в бліндажі. Від вибуху загинули Богдан Гончаренко та Олексій Вовченко, Дмитро Гура, Василь Путаненко, Олександр Тищенко — бійці зведеного загону ПС ЗС України «Дика качка»
14 листопада 2015 вдень група саперів 93-ї бригади з 14 чоловік виконувала завдання поблизу міста Авдіївка; у полі між українською позицією «Бутівка» та позицією терористів «Зеніт» останні відкрили вогонь зі 120-мм мінометів по БМП, що прикривала саперів, від вибухів здетонували міни. Старший сержант Віталій Благовісний загинув, ще 8 вояків зазнали поранень.

### Бої у 2016
24 лютого 2016 найближча до Донецька позиція українських військ, шахта Бутівка, пережила найбільший з початку зими обстріл. Ворог стріляв із заборонених 80-го і 120-го калібрів. Військові відповідали з автоматів і кулеметів. На більше дозволу від командирів не отримали. Сепаратисти атакували одночасно з Ясинуватої і Спартака. В результаті обстрілу було поранено двох бійців, постраждав штабний мікроавтобус.
30 травня 2016 на донецькому напрямку тривали активні бойові дії в районі Луганського, Авдіївки і позиції Шахта Путилівська, більш відомої як Шахта Бутівка-Донецька.
11 червня 2016 року група бійців знаходилася в районі шахти «Бутівка», звідки мала розвідати район селища Спартак, що біля Донецька й за можливості захопити «язика». Проте, коли група зібралася біля шахти, російські бойовики розпочали обстріл, який закінчився знищенням групи артилерією 152-го калібру. Перекриття будівлі завалилося, через що загинули добровольці: розвідники Ярослав «Ярік» Шевченко, Андрій «Легат» Бутенко, Юрій «Гуцул» Гнатюк та парамедик Роберт «Док» Маслей. Ще 7 бійців отримали поранення.
Учасники трагедії вважають, що їх здали з українського боку, попередивши російсько-терористичні підрозділи, що розвідники йшли в цей район і зібрались на шахті.

### Бої у 2017
16 січня 2017 бійці з 8-ї роти 72-ї окремої механізованої бригади, в результаті бойового зіткнення, відтіснили бойовиків на 300 м від своїх позицій на шахті «Бутівка». Після того, як терористи були відкинуті з позицій, один з бійців  на самому верху шахти «Бутівка» вивісив великий український прапор розміром 2×3 м з тризубом посередині.
29 січня 2017 військовослужбовці 1 батальйону 72 бригади помітили ДРГ сепаратистів в кількості 8 осіб, яка йшла прямо в бік їх позицій. За ними раптово відкрили вогонь і група почала відходити назад до «Алмазу», почалося переслідування, в ході якого зав'язався бій. В результаті, 1 батальйон за перебігом бою несподівано захопив північний міст і закріпився на ОП. На зайнятій позиції найглибший окоп був на рівні пояса, на відміну від позицій на північному мосту. Озброєння обох сторін в ході бою: автомати, ПКМи, СПГ, міномети. Після бою на «Алмазі» залишилось 3 убитих сепаратиста, яких кинули під час відступу.
30 січня 2017 почався штурм, працювала артилерія сепаратистів, після чого пішла піхота. В ході штурму терористам вдалося взяти воїнів ЗСУ в кільце і зайняти нижні окопи «Алмаза». Боєкомплект закінчувався, були поранені, але вчасно з'явилися бійці з 81 бригади та розвідрота, яку перекинули з Кривої балки. Штурм було успішно відбито, позиції повернуто під контроль українських військ. Втрати сепаратистів оцінено мінімум у 8 осіб.
Проте спроби вибити ЗСУ з ОП були ще 5 днів: вдень постійно працювали снайпери і артилерія, російські танки виїжджали і били прямою наводкою з 400 м. Знищити танки в українських бійців не було можливості, бо ПТУР на позиції не було, тільки РПГ. Вночі впритул підходила піхота терористів, але всі їхні спроби штурму не увінчалися успіхом.
Так як основна частина бронетехніки була відведена згідно Мінських угод, то застосування танків і БМП було обмеженим. В ході боїв, ЗС України на позиції «Царская охота» втратили машину командира батареї КСАУ самохідної артилерії, перероблену під медичний транспорт.
Втрати ВСУ під час боїв за ОП «Алмаз» 29 січня склали 6 осіб:
- Кізіло Андрій (Позивний «Орел») — капітан, заступник командира 1-го механізованого батальйону 72 бригади. Загинув від осколкового поранення під час боїв за ОП «Алмаз». На його честь опірний пункт перейменовано на «Орел».
- Бальченко Володимир — молодший сержант, кулеметник 1-ї механізованої роти 1-го механізованого батальйону 72 бригади. Загинув від прямого попадання міни під час обстрілу.
- Оверченко Дмитро — солдат 1-го механізованого батальйону 72-ї окремої механізованої бригади.
- Крижанський Володимир — сержант, кулеметник механізованого взводу механізованої роти 1-го механізованого батальйону 72-ї окремої механізованої бригади. Загинув від осколкового поранення.
- Бурец Олег — солдат, гранатометник 72-ї окремої механізованої бригади. Загинув, коли ворожа міна потрапила в окоп[6].

31 січня 2017 позиції українських військових поблизу шахти «Бутівка» і населених пунктів Дослідне і Піски потрапили під найпотужніший танковий обстріл з часів боїв за Донецький аеропорт. Таким чином терористи намагалися відбити щойно втрачений ОП «Алмаз».
2 лютого 2017 — на ОП «Алмаз» від осколкових поранень загинув Клімов Роман — Старший солдат, навідник 2-ї роти 1-го механізованого батальйону 72-ї окремої механізованої бригади.
27 лютого 2017 — в результаті потужного танкового обстрілу були зруйновані капітальні будівлі та металоконструкції на позиції шахта «Бутівка»
.
12 квітня 2017 — в результаті мінометного обстрілу ОП «Шахта» загинув Саник Олег — солдат, командир бойової машини — командир механізованого відділення 8-ї механізованої роти 3-го механізованого батальйону 72-ї окремої механізованої бригади.
21 серпня 2017 поблизу Авдіївки і української позиції «шахта Бутівка» бої тривали більше 10 годин. При цьому бойовики здійснили понад 70 пострілів з мінометів і фактично безперервно використовували легке озброєння.
14 вересня 2017 — під час вогневого протистояння на позиції біля шахти «Бутівка» загинув ст.солдат 72 ОМБр Альмужний Сергій. 8 листопада 2017 — під час вогневого протистояння з противником в районі шахти «Бутівка» загинув солдат 25 ОПДБр Данілов Ростислав.
26 грудня 2017 — від смертельного вогнепального поранення під час обстрілу зі стрілецької зброї опорного пункту «Шахта» загинув солдат 25 ОПДБр Товкач Андрій.
29 грудня 2017 — під час бойових дій на позиції «Шахта» від смертельного вогнепального поранення кулею снайпера загинув солдат 25 ОПДБр Шеленгович Іван.

### 2018
25 лютого 2018 загинув від кулі снайпера на спостережному посту поблизу позиції «Шахта» солдат 95 ОАЕМБр Сівко Олександр.
25 березня 2018 під час бойового чергування в районі шахти «Бутівка» загинув від поранення у голову кулею снайпера старший солдат 95 ОАЕМБр Ковнацький Сергій.
10 жовтня 2018 загинула на бойовій позиції Шахта «Бутівка» за 300 метрів від позицій противника Бакланова Алєся — солдат, стрілець 1-го мехбатальйону 92-ї бригади. Смертельного кульового поранення зазнала, коли визирнула з бійниці для огляду бойових позицій через прилад нічного бачення.

### 2019
12 квітня 2019 року надвечір противник відкрив вогонь з великокаліберних кулеметів та стрілецької зброї по ВОП позиції шахта «Бутівка» — з одночасним висуванням групи піхоти. Українські захисники заблокували терористів за кількасот метрів від своїх позицій; противник застосував міномети калібру 82 мм, близько 17:15 внаслідок вибуху однієї з мін старший сержант Ігор Ігнатенко зазнав поранення, не сумісні з життям.
6 вересня 2019 року в ЗМІ оприлюднено інформацію, що українські бійці більше не тримають оборону на відомій шахті «Бутівка». Ще до 2018 року вона булу місцем чи не найзапеклішіх боїв. За цей час ворог знищив практично усі будівлі и навіть підвали. Українські захисники змушені були «закопатися» в землю, одночасно просунувшись трохи ближче до Донецька.
7 листопада 2019 року в районі шахти «Бутівка» (позиція «Зеніт» поблизу Донецького аеропорту) в результаті обстрілів окупантів, які з ПТРК потрапили в автомобіль «Урал», біля якого працювали воїни ЗСУ, загинув старший солдат, військовослужбовець 92-ї окремої мехбригади ВСУ ім. кошового отамана Івана Сірка Герман Бродников. Ще троє бійців отримали численні поранення, і на наступний день в госпіталі помер ще один військовий — Геннадій Моторін.
20 грудня 2019 поблизу Шахти Бутівка бойовики били з автоматичних гранатометів, великокаліберних кулеметів і стрілецької зброї.

### 2020
29 березня 2020 року неподалік Шахти Бутівка противник обстрілював наші позиції з ручних протитанкових гранатометів і стрілецької зброї.

## Втрати ЗСУ в районі шахти «Бутівка-Донецька»
Список за даними «Книги пам яті полеглих за Україну» та інших відкритих джерел. Список, без сумніву, далеко не повний — як з огляду на те, що штаб ООС офіційно не оприлюднює імена загиблих бійців та місце їхньої загибелі, так і з огляду на те, що загибель в районі вентиляційного ствола шахти зазвичай позначають як загибель у найближчих населених пунктах — Авдіївці, Водяному тощо.

### 2015
| Підрозділ         | Військове звання   | Прізвище і ім'я       | Дата       | Місце         | Примітка               |
| ----------------- | ------------------ | --------------------- | ---------- | ------------- | ---------------------- |
| 95 ОАМБР, 1 аемб  | ст.лейтенант       | Івах Дмитро           | 18.01.2015 | «Зеніт»       |                        |
| 95 ОАМБР, 1 аемб  | солдат             | Суржено Сергій        | 18.01.2015 | «Зеніт»       |                        |
| 95 ОАМБР, 1 аемб  | солдат             | Парубець Сергій       | 18.01.2015 | «Зеніт»       |                        |
| 95 ОАМБР, 1 аемб  | гол. сержант роти  | Рачок Михайло         | 26.01.2015 | «Бутівка»     |                        |
| 95 ОАМБР, 1 аемб  | сержант            | Білокуров Сергій      | 26.01.2015 | «Бутівка»     |                        |
| 95 ОАМБР, 1 аемб  | солдат             | Гага В'ячеслав        | 26.01.2015 | «Бутівка»     |                        |
| 95 ОАМБР, 1 аемб  | солдат             | Синюк Денис           | 26.01.2015 | «Бутівка»     |                        |
| 95 ОАМБР, 1 аемб  | солдат             | Стратович Анатолій    | 26.01.2015 | «Бутівка»     |                        |
| 95 ОАМБР, 1 аемб  | ст.лейтенант       | Стельмах Олександр    | 02.02.2015 | с. Піски      |                        |
| 95 ОАМБР, 1 аемб  | сержант            | Непоп Костянтин       | 02.02.2015 | с. Піски      |                        |
| 95 ОАМБР, 1 аемб  | техніка            |                       | 02.02.2015 |               | БТР-80                 |
| 95 ОАМБР, 13 аемб | капітан            | Марковський Володимир | 20.01.2015 | ЗПС ДАП       |                        |
| 95 ОАМБР, 13 аемб | ст.солдат          | Атаманчук Олександр   | 20.01.2015 | ЗПС ДАП       |                        |
| 95 ОАМБР, 13 аемб | солдат             | Ремішевський Віталій  | 20.01.2015 | ЗПС ДАП       |                        |
| 95 ОАМБР, 13 аемб | гол. старшина бат. | Мазур Віталій         | 26.01.2015 | «Зеніт»       |                        |
| 95 ОАМБР, 13 аемб | солдат             | Саєнко Олександр      | 10.02.2015 | с. Спартак    |                        |
| 95 ОАМБР, 13 аемб | солдат             | Ущапівський Андрій    | 10.02.2015 | с. Спартак    |                        |
| 95 ОАМБР, 13 аемб | сержант            | Назарчук Микола       | 10.02.2015 | с. Спартак    |                        |
| 95 ОАМБР, 13 аемб | солдат             | Рудницький Іван       | 10.02.2015 | с. Спартак    |                        |
| 95 ОАМБР, 13 аемб | старшина           | Порозінський Сергій   | 10.02.2015 | с. Спартак    |                        |
| 95 ОАМБР, 13 аемб | техніка            |                       | 20.01.2015 |               | КрАЗ «Спартан» (3 од.) |
| 25 ОПДБр, 7 пдр   | солдат             | Шевченко Ілля         | 20.01.2015 | «Бутівка»     |                        |
| 25 ОПДБр, 7 пдр   | техніка            |                       |            |               | БМД-2 (3 од.)          |
| 25 ОПДБр, 8 пдр   | ст. солдат         | Гарбуз Олександр      | 22.01.2015 | «Вовчий міст» |                        |
| 25 ОПДБр, 8 пдр   | ст. солдат         | Жадан Олексій         | 25.01.2015 | Авдіївка      |                        |
| 25 ОПДБр, 9 пдр   | солдат             | Воробйов Андрій       | 18.01.2015 | «Вовчий міст» |                        |
| 25 ОПДБр, 9 пдр   | ст. сержант        | Чумаченко Олександр   | 22.01.2015 | «Вовчий міст» |                        |
| 25 ОПДБр, 9 пдр   | сержант            | Щербина Артем         | 22.01.2015 | «Вовчий міст» |                        |
| 25 ОПДБр, 9 пдр   | мол. сержант       | Закарлюка Микола      | 22.01.2015 | «Вовчий міст» |                        |
| 25 ОПДБр, 9 пдр   | ст. солдат         | Стародуб Андрій       | 22.01.2015 | «Вовчий міст» |                        |
| 25 ОПДБр, 9 пдр   | ст. солдат         | Кучер Микола          | 22.01.2015 | «Вовчий міст» |                        |
| 25 ОПДБр, 9 пдр   | ст. солдат         | Чередник Максим       | 22.01.2015 | «Вовчий міст» |                        |
| 25 ОПДБр, 9 пдр   | солдат             | Черніков Олександр    | 22.01.2015 | «Вовчий міст» |                        |
| 25 ОПДБр, 9 пдр   | солдат             | Пагуліч Євген         | 22.01.2015 | «Вовчий міст» |                        |
| 25 ОПДБр, 9 пдр   | солдат             | Кулиненко Олег        | 22.01.2015 | «Вовчий міст» |                        |
| 25 ОПДБр, 9 пдр   | солдат             | Ткач Андрій           | 26.01.2015 | «Вовчий міст» |                        |
| 25 ОПДБр, 9 пдр   | техніка            |                       |            |               | БМД                    |
| 25 ОПДБр          | старшина           | Терещук Ігор          | 21.01.2015 | «Вовчий міст» |                        |
| 1 ОТБр            | солдат             | Баширов Тахір         | 25.01.2015 | с. Опитне     |                        |
| 1 ОТБр            | техніка            |                       |            |               | танки (4 од.)          |
| 3 отб             | старшина           | Олійник Олександр     | 07.02.2015 | «Зеніт»       |                        |
| 3 отб             | лейтенант          | Шемчук Петро          | 08.02.2015 | «Зеніт»       |                        |
| 3 отб             | ст. сержант        | Арабський Віктор      | 08.02.2015 | «Зеніт»       |                        |
| 3 отб             | техніка            |                       |            |               | танки (2 од.)          |
| 81 ОАМБр          | сержант            | Альберт Іван          | 22.01.2015 | «Зеніт»       |                        |
| «Дика качка»      | майор              | Петренко Василь       | 22.01.2015 | «Зеніт»       |                        |
| «Дика качка»      | солдат             | Попович Денис         | 22.01.2015 | «Зеніт»       |                        |

12 червня — Олександр Мельник, 93 ОМБр. Помер у шпиталі від поранення, яке дістав раніше на шахті.
11 липня — Євген Поляков (Поляк), 93 ОМБр. Загинув від кулі снайпера.
8 серпня — Георгій Барателі (Шут), 93 ОМБр. Загинув під час мінометного обстрілу:
13 жовтня — Артемій Горбенко (Білий), 93 ОМБр. Загинув внаслідок гранатометного обстрілу.
14 листопада — Віталій Благовісний, 93 ОМБр. Загинув внаслідок мінометного обстрілу.

### 2016
30 січня — Анатолій Гаркавенко (Морячок), 93 ОМБр. Загинув унаслідок підриву на протипіхотній міні.
12 квітня — Микола Федоришин, 128-ма ОГПБр. У квітні був важко поранений снайпером, помер 22 жовтня після тривалого лікування.
29 травня — Євген Костюк (Шльоцик), ДУК. Підірвався на розтяжці. Три осколки влучили у голову. Помер 2 червня у реанімації.
8 червня — Іван Бабич, 128 ОГПБр. Внаслідок обстрілу зазнав важких поранень, помер 9 червня у шпиталі.
11 червня — Роберт Маслей (Док), ДУК. Загинув у результаті артобстрілу:
11 червня — Юрій Гнатюк (Гуцул), ДУК. Загинув у результаті артобстрілу.
11 червня — Ярослав Шевченко (Ярик), ДУК. Загинув унаслідок артобстрілу.
11 червня — Андрій Бутенко (Легат), ДУК. Загинув у результаті артобстрілу.
16 вересня — Давід Гамсахурдіа, 128 ОГПБр. Зазнав важких поранень внаслідок мінометного обстрілу, помер у шпиталі 8 жовтня.

### 2017
3 квітня — Артур Латченко (Шумахер), 164 радіотехнічна бригада. Загинув внаслідок мінометного обстрілу.
20 липня — Олег Черноконь (Спец), 72 ОМБр. Загинув внаслідок обстрілу.
14 вересня — Сергій Альмужний (Матрос). Загинув від кулі снайпера.
20 грудня — Юрій Золотарьов. Під час мінометного обстрілу дістав важке поранення голови, помер 24 грудня у реанімації.
26 грудня — Андрій Товкач, 25 ОПДБр. Вогнепальне поранення.
29 грудня — Іван Шеленгович (Ключ), 25 ОПДБр. Загинув від кулі снайпера.

### 2018
25 лютого — Олександр Сівко, 25 ОПДБр. Загинув від кулі снайпера.
25 березня — Сергій Ковнацький (Шева), 95 бригада. Загинув від кулі снайпера.
14 червня — Сергій Жук (Шама), 92 ОМБр. Загинув під час відбиття атаки.
10 жовтня — Алєся Бакланова, 92 ОМБр. Вогнепальне поранення.

## Відео
- https://www.facebook.com/donikroman/videos/2695892777337457/ [Архівовано 29 грудня 2021 у Wayback Machine.]